# Томпсон, Эдвард Герберт
Э́двард Ге́рберт То́мпсон (англ. Edward Herbert Thompson, 1857—1935) — американский дипломат и археолог-любитель, один из основателей майянистики, исследователь, работы которого завершили начальный этап в археологическом изучении Юкатана. Наиболее известен своими раскопками в Священном сеноте на Юкатане в 1904—1910 годах, откуда он смог извлечь богатый (как в материальном, так и в научном смысле) клад из золота, утвари, скелетов, а также образцов одежд и инструментов доколумбовой цивилизации майя, которая использовала сенот для своих жертвоприношений.
Происходил из семьи скромного достатка, происходящей от Израэля Патнэма. Окончил Вустерский политехнический институт, однако предпочёл заниматься японским языком, рассчитывая отправиться изучать айнов. Заинтересовавшись древними майя через труды аббата Брассёра де Бурбура, в 1879 году выпустил статью «Атлантида не миф», вызвавшую интерес попечителей Американского антикварного общества. В 1885 году президентским указом Томпсон получил назначение консулом США на Юкатане и в Кампече, и финансирование от Музея Пибоди. Изучив испанский и юкатекский языки, Томпсон обосновался близ Мериды. Он стал первым исследователем, который отстаивал автохтонный характер цивилизации майя; это стало следствием семилетних обмеров и раскопок руин Лабны и Ушмаля. Эдвард Томпсон являлся пионером в исследовании мощёных дорог майя, сенотов и методов земледелия у древних индейцев Юкатана, открыв зернохранилища и раскопав несколько чультунов. Итогом стала теория, что так называемые города майя являлись лишь церемониальными комплексами; далее эту теорию развивали Сильванус Морли и Джон Эрик Томпсон. В 1893 году Эдвард Томпсон совершил поездки в Паленке и Митлу, открыв в последней карьеры для добычи строительного камня и нефритовые и кальцитовые инструменты. Успех подготовленной им экспозиции на Колумбовой выставке в Чикаго, позволил Томпсону в 1894 году купить асьенду на руинах Чичен-Ицы, где он основал стационарный исследовательский центр. В 1904 году исследователь использовал драгу для исследования Священного сенота, продолжавшихся до 1911 года. Из-за невозможности совмещения научной и дипломатической деятельности в 1909 году Томпсон сложил с себя полномочия консула. В результате революционной гражданской войны в Мексике в 1921 году владения Томпсона были разорены. В 1923 году он передал свою асьенду С. Морли для продолжения стационарной археологической экспедиции под патронатом Института Карнеги. После публикации первой биографии Томпсона в 1926 году, мексиканское правительство обвинило американца в утаивании и контрабанде археологических находок и конфисковало территорию раскопок; судебные процессы тянулись до 1944 года. Остаток жизни Э. Томпсон провёл в бедности в США, где и скончался в полном забвении. Его находки из Священного сенота были возвращены Мексике в 1958 году.

## Биография

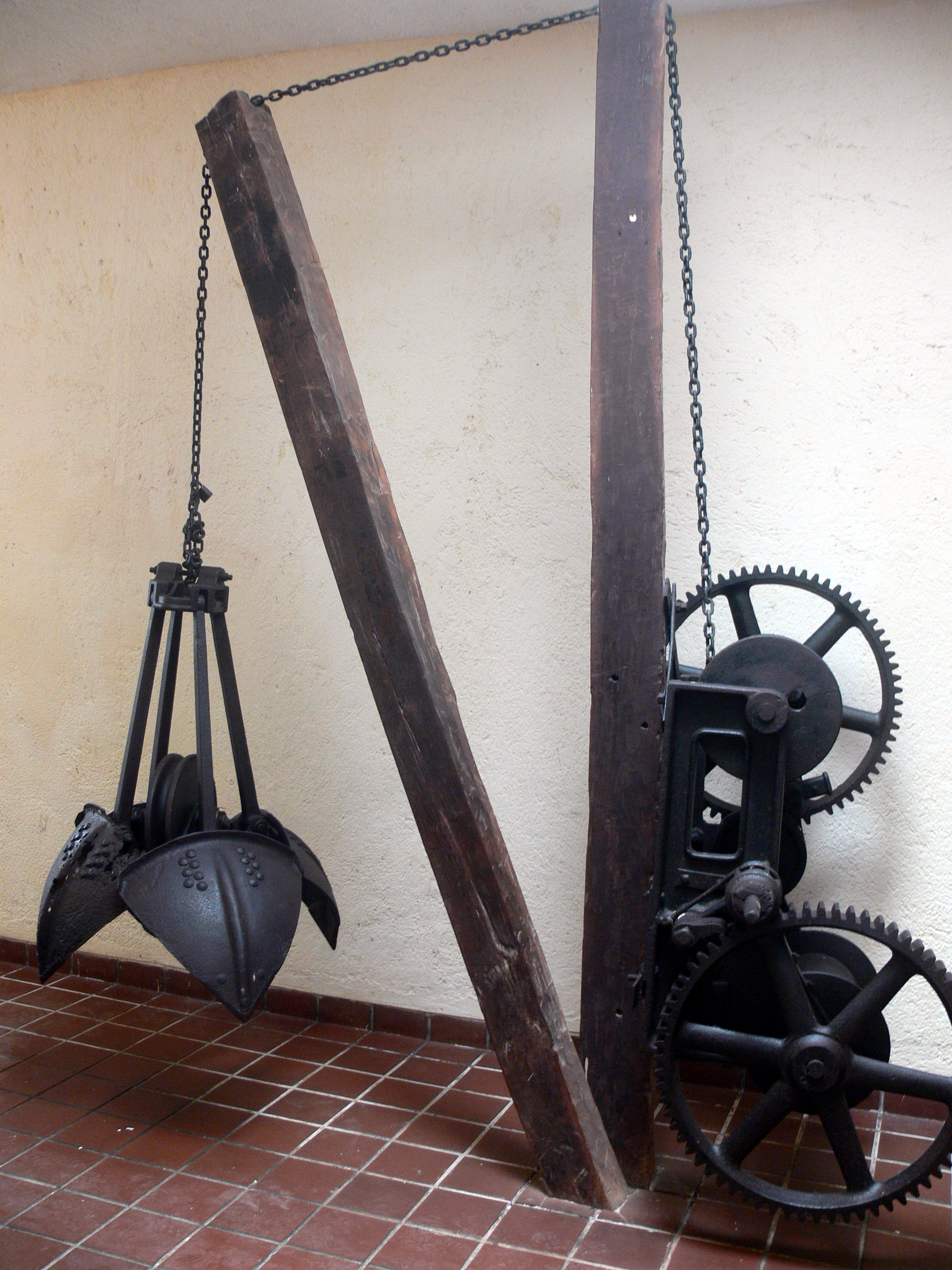
Драга, использованная Томпсоном в 1904—1910 годах в Священном сеноте

Родился в штате Массачусетс. С 1887 года — член Американского антикварного общества. При поддержке этой организации и сенатора от родного штата Джорджа Фрисби Хоара получил пост консула в Мексике, что позволило ему заниматься там раскопками и изучением древностей. После приезда в Мексику большую часть жизни провёл на Юкатане.
Обследовал Лабну. Этот памятник древности привлёк археолога тем, что был ещё практически не изучен. В 1926 году правительство Мексики предъявило Томпсону претензии относительно артефактов, которыми он владел. Скончался в Нью-Джерси. Уже после его смерти, в 1944, Верховный Суд Мексики разрешил спор в его (и наследников) пользу.
На выбор молодого Томпсона в пользу археологии и Месоамерики повлияли книги Джона Л. Стефенса.
Первоначально, когда он только узнал о майя из книг, Томпсон считал (и писал), что наследие этой цивилизации доказывает реальность Атлантиды. Позже, изучив культуру майя непосредственно на Юкатане, он отказался от этих взглядов.

## Научное наследие
Популязитоаор антропологии Дональд Маквикер определял Эдварда Томпсона как «старейшину археологии майя», пионера комплексного исследования городища Чичен-Ицы. Масштабы его исследований хронически недооцениваются, особенно из-за того, что отчёты о его раскопках «Старого Чичена» и, в частности, «Храма Скрижалей» так и не были опубликованы. Томпсон на практике овладел самыми совершенными на 1890-е годы методами полевых археологических исследований и ни в коем случае не должен считаться самоучкой. Вполне возможно, что именно вывоз сокровищ Священного сенота сыграл ключевую роль в негативизации его облика и репутации в американской историографии. Ещё более недооценены его антропологические работы, ибо Эдвард Томпсон в совершенстве овладел юкатекским языком и никогда не испытывал предубеждений по отношению к коренным жителям Юкатана. Немалую роль в сложившейся ситуации, вероятно, сыграло и то, что все опубликованные отчёты Томпсона готовились к публикации сторонними лицами: так, посмертная публикация 1938 года о раскопках кургана с гробницей верховного жреца, была подготовлена его однофамильцем Эриком Томпсоном, который относился к старшему коллеге с большим предубуждением. Теоретически они могли встретиться в Чичен-Ице в 1926 году, но об этом ничего не известно Сам Э. Томпсон не пытался печатать результаты своих работ после 1904 года.

## Публикации
- Thompson E. H. Atlantis not a myth :  [англ.] // The Popular Science Monthly. — 1879. — Vol. 15 (October). — P. 759—764.
- The chultunes of Labná, Yucatan. Report of explorations by the museum, 1888-89 and 1890-91 / by Thompson, Edward H.. — Cambridge : The Museum, 1897. — XIII pl., 20 p. — (Memoirs of the Peabody Museum of American Archaeology and Ethnology, Harvard University ; v. 1, no. 3).
  - Charnay D. [Review of The Chultunes of Labna, Yucatan, Report of Explorations by the Museum, 1888-89 and 1890-91 (Memoirs of the Peabody Museum, t. I, n° 3), by E. H. Thompson] :  [фр.] // Journal de La Société Des Américanistes. — 1898. — Vol. 2, no. 8. — P. 280—281. — JSTOR 44387421.
- Thompson E. H. Ruins of Xkichmook, Yucatan // Publications of the Field Columbian Museum. Anthropological Series. — 1898. — Vol. 2, no. 3. — P. 211—229. — JSTOR 29782013.
- Thompson E. H. Mexico. Yellow fever at Laguna // Public Health Reports. — 1900. — Vol. 15, no. 13. — P. 748. — JSTOR 41451973.
- Archaeological researches in Yucatan : reports of explorations for the Museum / by Edward H. Thompson. — Cambridge [Mass.] : The Museum, 1904. — 36 leaves of plates, 107 p. — (Memoirs of the Peabody Museum of Archaeology and Ethnology, Harvard University ; v. III, No 1.).
- Thompson E. H. The Genesis of the Maya Arch // American Anthropologist. — 1911. — Vol. 13, no. 4. — P. 501—516. — JSTOR 659440.
  - Dr. P. [Review of The genesis of the Maya arch (La genèse de l’arche Maya). American anthropologist, vol. XIII, by E. H. Thompson] :  [фр.] // Journal de La Société Des Américanistes. — 1912. — № 9. — P. 404—405. — JSTOR 44390554.
- The home of a forgotten race. Mysterious Chichen Itza, in Yucatan, Mexico : by Edward H. Thompson :  [англ.] // The National Geographic Magazine. — 1914. — Vol. XXV, no. 6 (June). — P. 585—648.
- People Of The Serpent. Life And Adventure Among The Mayas / by Edward Herbert Thompson. — Boston : Houghton Mifflin & Sons, 1932. — xv, 301 p.
  - Thompson J. E. [Review of People of the Serpent, by E. H. Thompson] // American Anthropologist. — 1933. — Vol. 35, no. 2. — P. 358—359. — JSTOR 662503.
- The high priest's grave, Chichen Itza, Yucatan, Mexico / a manuscript by Edward H. Thompson; prepared… by J. Eric Thompson. — Chicago : Field Museum Press, 1938. — 64 p. — (Anthropological series. Field Museum of Natural History — Vol. 27, no. 1. April 29, 1938).
  - Vaillant G. C. [Review of The High Priest’s Grave, Chichen Itza, Yucatan, Mexico, by E. H. Thompson] // American Anthropologist. — 1939. — Vol. 41, no. 4. — P. 620. — JSTOR 663058.